# Гилберт II де Умфравиль
Гилберт (II) де Умфравиль (англ. Gilbert de Umfraville; умер до 31 марта 1245) — англо-шотландский дворянин, феодальный барон Прадо и Ридсдейла с 1226 года, граф Ангус (по праву жены) с 1243 года, старший сын Ричарда де Умфравиля.

## Происхождение
Гилберт происходил из англо-шотландского рода Умфравилей, представители которого занимали видное положение в англо-шотландском Пограничье благодаря стратегически важным владениям Прадо и Ридсдейл. Его отцом был Ричард де Умфравиль, владевший обширными поместьями в Нортумберленде, Йоркшире, Ратленде и Саффолке.

## Биография
Год рождения Гилберта неизвестен. После смерти отца в 1226 году он унаследовал родовые владения, а в следующем году, 8 января 1227 года, принёс за них оммаж и выплатил рельеф в размере 100 фунтов. Как и его отец, Гилберт был энергичным феодалом, но в отличие от него избегал конфликтов.
В 1228 году Гилберта посвятили в рыцари. В 1330 году он отправился в Бретань в составе военной экспедиции английского короля Генриха III. Во время визитов в Англию шотландского короля Александра II он трижды входил в состав его эскорта, а в 1237 году стал одним из свидетелей Йоркского договора между двумя королями.
Гилберт служил короне в качестве судьи лесов, а также продолжил укрепление власти своего рода в Нортумберленде. Власть, которой он обладал в Ридсдейле, сравнивали с властью, которой обладали епископы Дарема. При этом Умфравиль старался поддерживать хорошие отношения со своими соседями, нередко выступая в качестве свидетеля их хартий. Первым браком Гилберт женился на Феофании, которая происходила из рода Баллиолов, принеся в качестве приданого поместье Микли, возможно, для устранения разногласий между родами, возникших во время Первой баронской войны. Также он отказался в пользу Роберта де Мушана от унаследованных от деда, Одинеля II де Умфравиля, туманных претензий на поместье Вулер. Также сохранились записи о том, что Гилберт отправил Роберту Фиц-Малдреду, барону Рэби, лошадь в подарок. Кроме того, он был благодетелем монастырей Ньюминстер и Хексэм, а также продлил грант своего деда аббатству Келсо в виде десятины на лошадей из Ридсдейла.
Важным источником доходов Гилберта были лошади, которых разводили в его поместьях в Нортумбрии, процветающих до самой его смерти. В посмертной инквизиции также есть записи о мельницах, рыболовстве, пивоварнях, выпасе сотен овец и крупного рогатого скота, а также о значительном количестве служащих.
Сохранил Гильберт и связи с Шотландией, которыми обладала его семья, о чем свидетельствует дарение, сделанное им монастырю Келсо. Кроме того, после смерти первой жены он в 1243 году женился на Матильде (Мод), графини Ангуса в Шотландии. По праву жены он, вероятно, носил титул графа Ангуса. Этот брак в будущем привёл к тому, Умфравили стали не только ведущим родом в Северной Англии, но и заняли значимое место среди высшей шотландской знати. 
Гилберт умер в начале 1245 года (не позднее 13 марта) и был похоронен в аббатстве Хексэм. Его наследником стал единственный сын Гилберт (III) де Умфравиль, родившийся во втором браке, а вдова в качестве вдовьей доли получила часть от каждого из поместий мужа, а также дом в Оттерберне. 
Матвей Парижский называет Гилберта «выдающимся бароном» и «хранителем и несравненным украшением Северной Англии». Его богатство демонстрирует тот факт, что за право быть опекуном его малолетнего наследника соревновались двое самых великих мирян в Англии после короля — Ричард Корнуольский и Симон де Монфор, 6-й граф Лестер; победителем оказался Монфор, заплативший за это королю 10 тысяч марок, получив в итоге ежегодный доход с поместий в 300 фунтов.

## Брак и дети
1-я жена: Феофания Баллиол, дочь Эсташ де Баллиол и Агнес Перси. Детей от брака не было.
2-я жена: с 1243 Матильда, графиня Ангус, дочь Малькольма, мормэра (графа) Ангуса, вдова Джона Комина. Дети:
- Гилберт (III) де Умфравиль (около 1244 — до 13 октября 1307), 1-й граф Ангус с 1267 года[4].

После смерти Гилберта Матильда вышла замуж третий раз, её мужем стал Ричард Дуврский (умер после 2 декабря 1247), феодальный барон Чилхэм.